# Henriëtta Hoffman

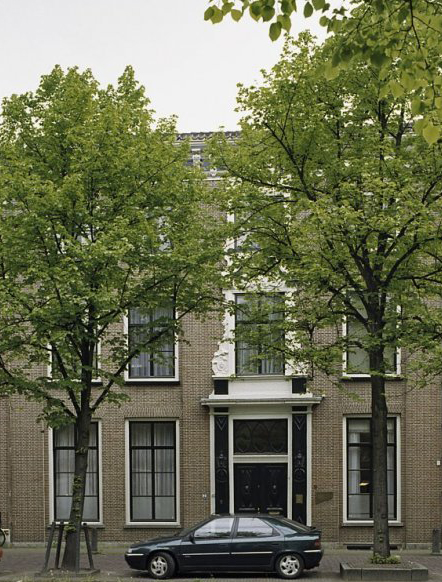
Het gebouw - het voormalige Henrietta Hoffmanshuis - aan de Oosthaven 52

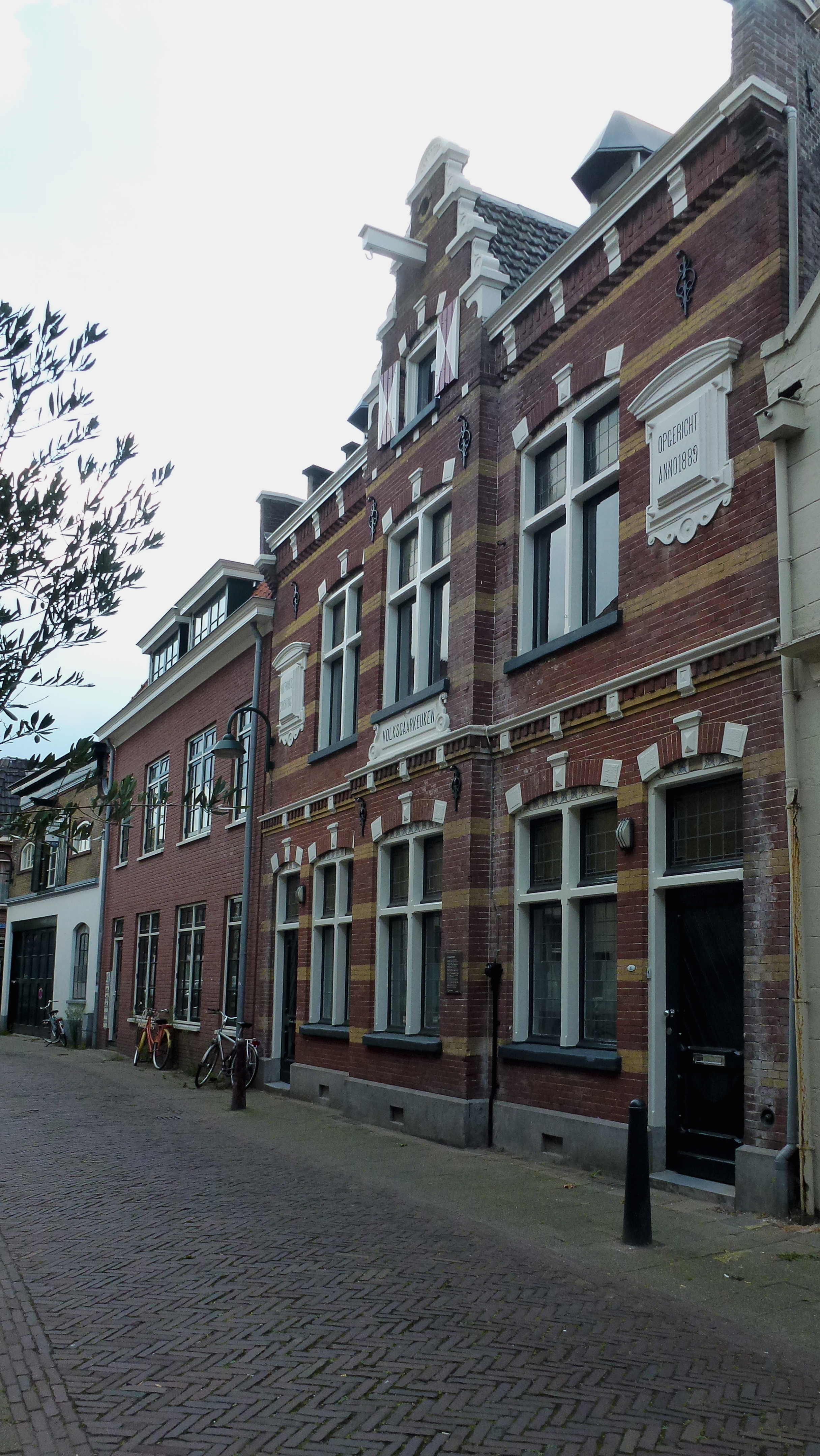
Voormalige gaarkeuken aan de Keizerstraat

Henrietta Helena Hoffman (Gouda, 26 april 1825 - Utrecht 9 maart 1886) was oprichtster van een volksgaarkeuken en een tehuis voor bejaarde dames in Gouda.

## Leven en werk
Henrietta Helena Hoffman werd op 26 april 1825 te Gouda geboren als dochter van de handelaar in koloniale waren Matthias Frederik Hoffman en Jeanne Marie Gronovius. Zij liet bij haar overlijden in 1886 een bedrag van ƒ 481.359,98 na aan de gemeente Gouda. Bij testament had zij bepaald dat er een aantal jaargelden moest worden uitgekeerd en dat de gemeente Gouda moest stichten "een Volksgaarkeuken, waarmede zij bedoelt, zoodanige inrichting, waardoor aan den Arbeidersstand tegen matige betaling voedingsmiddelen worden verschaft, en een gesticht tot opneming en verpleging van daaraan behoefte hebbende vrouwen of meisjes uit den fatsoenlijken stand".
In 1889 werd in de Keizerstraat in Gouda de gaarkeuken geopend, die bijna 100 jaar in bedrijf zou blijven. Vooral tijdens de Eerste en de Tweede Wereldoorlog is er veel van deze voorziening gebruikgemaakt. Maar ook buiten deze periodes werden er gemiddeld per jaar tussen de 30.000 en 40.000 maaltijden verkocht. Na 1970 nam de behoefte aan een dergelijke voorziening af. In 1987 werd de keuken gesloten.
In 1891 werd op de Oosthaven in Gouda het Hoffmansgesticht (later het Henrietta Hoffmanshuis genoemd) geopend. Dit was een verzorgings- c.q. verpleeghuis voor alleenstaande dames boven de 40 jaar. Voor de opname dienden onder andere een bewijs van goed gedrag en een medische verklaring, dat de kandidaat-bewoonster niet aan een slepende ziekte leed, te worden overgelegd. Vanwege de strengere provinciale eisen aan particuliere verpleegvoorzieningen moest het Henrietta Hoffmanshuis in 1972 worden gesloten.
Hoffman overleed in 1886 in Utrecht. Zij werd begraven op de oude begraafplaats aan de Vorstmansstraat in Gouda.